# Marie Paul Kambulu
Marie Paul Kambulu (3 de marzo de 1970, Kikwit, Bandundu, República Democrática del Congo) es un cantante congoleño conocido por ser el presidente del grupo Wenge El Paris y exmiembro de los grupo Wenge Musica y Wenge Musica Aile Paris. Es también conocido por tener una voz parecida a la de King Kester Emeneya.

## Biografía

### Comienzos Musicales

#### De Rento Vena a Wenge Musica
Nacido en Kikwit, Marie Paul comenzó sus actividades musicales con 17 años en el grupo del cantante Rento Vena. Todo se mejoró cuando su amigo y más tarde compañero, Ricoco Bulambemba, le guiará hacia el grupo Wenge Musica en 1987.

#### Cantante de Wenge
En 1987, integró el grupo Wenge Musica. Al principio nadie le tomaba en serio, a pesar de que su voz era igual que la del ídolo de todos los miembros de Wenge Musica, King Kester Emeneya. Solo tocaba en conciertos con ausencia de los 4 líderes, JB Mpiana, Werrason, Didier Masela y Alain Makaba hasta 1989. Fue arrestado junto al grupo Wenge cuando les pillaron en posesión de visados falsos. Fue arrestado junto al resto de cantantes, los no líderes. Todos se fueron a Wenge Musica Aile Paris menos él. Les liberaron al comienzo del año 1990.

##### Últimos años en Wenge Musica
En 1991, Wenge Musica aile Kinshasa empezó a grabar el álbum Kin é Bougé, el único álbum de Wenge Musica que contiene la voz de Marie-Paul, ya que no participó en el primero, Bouger-Bouger. Sus voces en la canción famosa, Kin é Bougé, son espléndidas y maravillosas que serían de las mejores en el coro. El único problema es que se oyen a la izquierda. Haría un vocal en solo en la canción Kaskin. Tras la salida del álbum y dar unos conciertos, sale del grupo y integra Wenge Musica aile Paris por problemas con el vocalista Adolphe Dominguez.

### Apogeo

#### Wenge Musica aile Paris
En 1991, mientras el grupo Wenge Musica Aile Paris grababa el álbum Molangi ya Malasi, el vocalista se une a ellos y añade sus vocales. El videoclip de la canción será el más famoso del Zaïre en 1991. Se convertirá en el miembro más prolífico del grupo. El año siguiente se graba Nganga Nzambe una composición suya exitosa como Molangi ya Malasi. El grupo rival, Wenge aile Kinshasa le acusó de robarles la canción Gainsi Alino. En 1993, se separa el grupo y crea con Zing-Zong, guitarrista, Wenge El Paris, su grupo actual.

#### Wenge El Paris
En 1998, graba el primer álbum del grupo Wenge El Paris, Couvre feu, con Zing-Zong que se fue el año siguiente. Tras muchos álbumes, Wenge El Paris se hizo más famoso de lo que la gente se pudo imaginar.

### Actualidad
Marie Paul se bautizo en 2017, convirtiéndose en protestante.

#### Enfermedad
Desde 2020, está enfermo por Hipertensión arterial y está hospitalizado en Lille. Se curó en septiembre de 2020, y anuncio la salida de su próximo álbum, "Kimbombi".

## Discografía

#### Con Wenge Musica
- 1991 : Kin é Bougé

#### Con Wenge Musica Aile Paris
- 1991 : Molangi Ya Malasi
- 1992 : Nganga Nzambe

#### Con Wenge El Paris
- 1993 : En Live Zing-Zong Moise
- 1997 : Le Monde à l'Envers
- 1998 : Couvre Feu
- 2001 : K.O. Debout Carte Jaune
- 2002 : Eboulement
- 2007 : Yebela Vision
- 2020 : Kimbombi